# 雄关乡
雄关乡，是中华人民共和国云南省玉溪市江川区下辖的一个乡镇级行政单位。

## 行政区划
雄关乡下辖以下地区：
雄关社区、窑房村、白石岩村、上营村和下营村。